# Campanula betulifolia
Campanula betulifolia är en klockväxtart som beskrevs av Karl Heinrich Koch. Campanula betulifolia ingår i släktet blåklockor, och familjen klockväxter. Inga underarter finns listade i Catalogue of Life.

## Bildgalleri

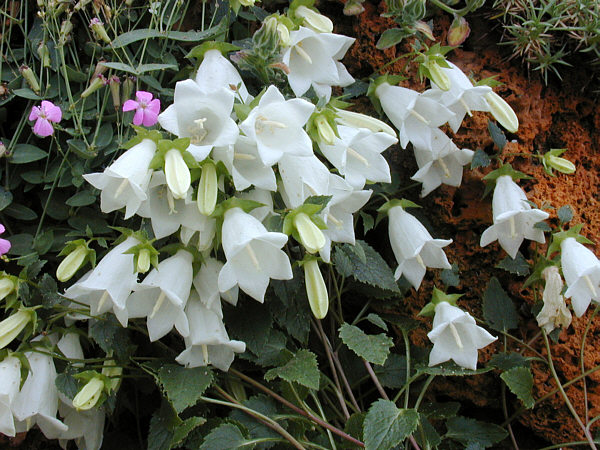